# 쓰치아이촌
쓰치아이촌(土合村)은 사이타마현 기타아다치군에 존재했던 촌이다. 현재의 사이타마시 미나미구에 해당한다.

## 지리
사이타마현 중앙(기타아다치) 지역의 남서쪽에 위치하며, 당시 우라와시의 서쪽 이웃, 요노초의 남서쪽 이웃에 해당한다.또한, 동시에 우라와시에 편입 합병된 오쿠보촌의 남쪽 이웃에 해당한다. 마을 서쪽을 아라강이 남쪽으로 흐르고 있으며, 오미야 고원에 걸쳐 있는 북동부를 제외한 대부분의 지역이 충적평야이다. 촌의 동쪽은 고노마 강이 남쪽으로 흐르다가 나중에 서쪽으로 방향을 바꾸어 촌을 가로질러 아라강으로 흘러든다.
2010년 현재 위 범위의 가구 수는 35,632가구, 인구는 81,642명이다(국세조사). 

## 역사
- 1877년 1월 29일 - 가구수가 적었던 사이렌지촌과 센다촌이 합병해 에이와촌이 되었다.
- 1889년 4월 1일 - 정촌제 시행에 평행해 기타아다치군 쓰치아이촌이 성립하였다.
- 1955년 1월 1일 - 기타아다치군 오쿠보촌이 우라와시에 편입해, 쓰치아이촌은 소멸하였다.
- 2003년 4월 1일 - 사이타마시의 정령지정도시로 승격해 세키, 사카타케가 미나미구에, 그 외의 지역이 사쿠라구에 편입되었다.

## 참고문헌
- 「角川日本地名大辞典」編纂委員会『角川日本地名大辞典 11 埼玉県』角川書店、1980年7月8日、93頁。ISBN 4040011104。
- 土合地区社会福祉協議会